# نادي سبورتي (الكويت)
نادي سبورتي الرياضي هو نادي رياضي كويتي، تم اعتماد فكرة إنشاء النادي في 2024.

## تاريخ النادي
تأسست مجموعة سبورتي سبورتس عام 2009 كأكاديمية لكرة القدم، ثم انطلقت في عام 2023 بتأسيس أندية كرة قدم خاصة بها. في عام 2022، تقدمت المجموعة بطلب تأسيس نادٍ لكرة القدم مقره الكويت، لكن طلبها رُفض لعدم استيفائها المعايير التي حددتها الهيئة العامة للرياضة الكويتية. في عام 2024، أدارت المجموعة ناديين لكرة القدم: نادي سبورتي، الذي ينافس في دوري الدرجة الثالثة الإماراتي في بداية موسم 2022-2023، وسبورتي جارداباني ، الذي ينافس في دوري الدرجة الخامسة الجورجي، ومقره جارداباني في عام 2024.